# Dicranella euphoroclada
Dicranella euphoroclada là một loài rêu trong họ Dicranaceae. Loài này được Müll. Hal. A. Jaeger mô tả khoa học đầu tiên năm 1872.